# Saint-Hilaire-sur-Yerre
Saint-Hilaire-sur-Yerre település Franciaországban, Eure-et-Loir megyében. Lakosainak száma 557 fő (2018. január 1.). Saint-Hilaire-sur-Yerre Montigny-le-Gannelon, Villebout és Ruan-sur-Egvonne községekkel határos.

## Népesség
A település népessége az elmúlt években az alábbi módon változott:
| Lakosok száma | 406  | 400  | 521  | 565  | 560  | 494  | 525  | 544  | 552  | 557  |
|               | 1968 | 1975 | 1982 | 1990 | 1999 | 2011 | 2013 | 2015 | 2017 | 2018 |